# Septembre 1826

## Événements
- 25 septembre : convention russo-turque d’Akkerman, concédée par le sultan échange de la neutralité du tsar en Grèce. Liberté de navigation dans les Détroits, autonomie de la Serbie, de la Moldavie et de la Valachie. Elle garantit aux principautés danubiennes l’élection des Hospodars par les divans de boyards pour sept ans sous réserve d’approbation par le sultan et le tsar, elle promet l’élaboration d’un statut administratif, prévoit la renonciation par la Porte à son monopole commercial et la suspension du tribut pendant deux ans.

## Naissances
- 7 septembre : Armand David	(mort en 1900), missionnaire lazariste, zoologiste et botaniste français.
- 17 septembre : Bernhard Riemann (mort en 1866), mathématicien allemand.